# Vesna Nikolić-Ristanović
Vesna Nikolić-Ristanović (* 8. September 1955 in Vrnjačka Banja) ist eine serbische Rechtswissenschaftlerin und Kriminologin, die als Professorin an der Universität Belgrad forscht und lehrt. Sie amtierte 2012/13 als Präsidentin der European Society of Criminology (ESC).
Nikolić-Ristanović erwarb alle akademischen Abschlüsse an der Universität Belgrad. Ihr juristisches Studium schloss sie 1978 ab, das kriminologische Master-Examen machte sie 1962, ihre Promotion folgte 1982. Die Themen der Masterarbeit und der Dissertationsschrift stammten aus dem Bereich der Viktimologie. Seit 2006 ist Nikolić-Ristanović Direktorin der Victimology Society of Serbia. Sie hat erfolgreich Gesetzesvorschläge in Bezug auf häusliche Gewalt, Frauenhandel, Sexualverbrechen und die Position des Verbrechensopfers im Strafverfahren gemacht.

## Schriften (Auswahl)
- Social change, gender, and violence. Post-communist and war affected societies. Kluwer Academic Publishers, Dordrecht/Boston 2002, ISBN 1-4020-0726-4 (englisch).
- Women's rights and social transition in FR Yugoslavia. Center for Women's Studies, Research and Communication, Belgrad 1997 (englisch).